# Универзитет у Лозани
Универзитет у Лозани (енгл. Université de Lausanne) је државни универзитет у Лозани. Основан је 1537. године као школа протестантске теологије, док је 1890. претворен у универзитет. Други је универзитет по старости у Швајцарској и један од најстаријих универзитета на свету који непрекидно ради. Од 2005. прати захтеве Болоњског процеса.

## Историја
Универзитет је основан 1537. године као Schola Lausannensis, годину дана након што је Берн анектирао територију Бароније Во од Војводства Савоја, као школа теологије са циљем образовања пастора за цркву. У својим раним годинама уживао је велики углед, јер је био прва и, све до оснивања Женевске академије 1559. године, једина протестантска школа теологије на француском језику. Брзо је постао центар хуманистичког учења, а међу његовим професорима били су мислиоци као што су Кордерије и Челио Секондо Курионе. Године 1558. школа је имала 700 студената. У наредним годинама ушла је у период опадања, након што је неколико чланова академског особља, укључујући ректора Теодора Безу и Пјера Виреа, поднело оставке како би се придружили новооснованој Академији у Женеви.
У 17. веку институција је постала позната као Лозанска академија (Académie de Lausanne). Године 1741. бројала је 150 студената и седам професора. Почевши од 1837. године, академију су модернизовале власти кантона Во, претварајући је у секуларну институцију подељену на три факултета (књижевност и науке, теологија и право). Наставила је да се шири током друге половине 19. века, све до 1890. године, када је успостављањем курса медицине академија добила статус и име универзитета.
Године 1909. Рудолф Арчибалд Рајс основао је прву школу форензичке науке на свету: Institut de police scientifique.
Од 1970. године, универзитет се постепено преселио из старог центра Лозане, око катедрале и замка, на своју садашњу локацију у Доригију.
Крај 20. века обележио је почетак амбициозног пројекта чији је циљ био већа сарадња и развој франкофоних универзитета у Лозани, Женеви и Нешателу, заједно са Швајцарским савезним технолошким институтом у Лозани (EPFL). Између осталог, овај пројекат довео је до преноса катедри за математику, физику и хемију са универзитета на EPFL; средства која су постала доступна након овог преноса уложена су у развој наука о животу на универзитету, укључујући оснивање Центра за интегративну геномику.
Године 2003. основана су два нова факултета, са фокусом на природне и хуманистичке науке: Факултет биологије и медицине и Факултет геонаука и животне средине.
Швајцарска висока школа за јавну управу (IDHEAP) интегрисана је у Универзитет у Лозани од 1. јануара 2014. године.
Од августа 2021. године, ректор Универзитета у Лозани је Фредерик Ерман; пре њега, универзитет су водили Нурија Ернандез (2016–2021) и Доминик Арлетаз (2006–2016).